# Vesneane, Sloveanoserbsk
Vesneane (în ucraineană Весняне) este localitatea de reședință a comunei Vesneane din raionul Sloveanoserbsk, regiunea Luhansk, Ucraina.

## Demografie
Componența lingvistică a localității Vesneane
     Rusă (70,59%)
     Ucraineană (28,72%)
     Alte limbi (0,69%)
Conform recensământului din 2001, majoritatea populației localității Vesneane era vorbitoare de rusă (70,59%), existând în minoritate și vorbitori de ucraineană (28,72%).